# Riccardo Montolivo
Riccardo Montolivo (Caravaggio, Bergamo, 18 januari 1985) is een Italiaans voormalig voetballer die doorgaans op het middenveld speelde. Hij was van 2007 tot 2017 international van het Italiaans voetbalelftal, waarvoor hij zesenzestig wedstrijden speelde en twee keer scoorde.

## Clubcarrière

### Atalanta Bergamo
Montolivo's carrière in het betaald voetbal begon in de Serie B bij Atalanta Bergamo, waar hij vanuit de jeugd doorstroomde. In het seizoen 2003/04 maakte hij op achttienjarige leeftijd zijn debuut. Hij speelde dat seizoen veertig wedstrijden, waarin hij vier keer scoorde, en promoveerde met Atalanta dat jaar naar de Serie A.
In zijn eerste seizoen in de Serie A (2004/05) speelde Montolivo 32 wedstrijden, waarin hij drie keer scoorde. Aan het einde van het jaar degradeerde Atalanta, maar Montolivo ging niet mee terug naar de Serie B.

### Fiorentina
Na het seizoen 2004/05 vertrok Montolivo naar Fiorentina. De club uit Florence nam in eerste instantie 50% van de transferrechten over van Atalanta, maar het seizoen erna kreeg Fiorentina hem volledig in bezit. In zijn eerste seizoen (2005/06) bij Fiorentina stond Montolivo zeven wedstrijden in de basis en viel hij tien keer in. Hij werd dat seizoen een vaste waarde in de selectie van Italië –21 van coach Pierluigi Casiraghi.
Montolivo begon het seizoen 2007/08 door in de eerste wedstrijd tegen Empoli met een lob te scoren. Hij maakte dat jaar twee doelpunten en gaf vijf assists in 36 optredens, waarvan zeven invalbeurten. In het seizoen 2007/08 speelde hij naast 34 wedstrijden in de Serie A (twee doelpunten, drie assists) voor het eerst in Europees verband. Hij kwam in negen UEFA Cup-wedstrijden binnen de lijnen, waarin hij één doelpunt maakte en één assist gaf. In het seizoen 2008/09 speelde Montolivo wederom 34 wedstrijden (vier doelpunten, zes assists) in de Serie A en maakte hij zijn debuut in de UEFA Champions League.
Begin 2010 werd Montolivo aanvoerder van 'La Viola', na het vertrek van aanvoerder Dario Dainelli en reserve-aanvoerder Martin Jørgensen. Tijdens het seizoen 2011/2012 ontstonden er tussen Montolivo en Fiorentina enige conflicten; Montolivo stelde dat Fiorentina een club zonder ambities zou zijn. Hij wilde daarna ook niet meer zijn contract verlengen, dat afliep op 30 juni 2012.

### AC Milan
In mei 2012 werd bekendgemaakt dat Montolivo vanaf het seizoen 2012/13 voor AC Milan ging uitkomen. Daar moest hij de opvolger van Mark van Bommel worden. Montolivo werd door spelers en Silvio Berlusconi verkozen tot aanvoerder. Lang was Montolivo een basisspeler, op de jaargang 2014/15 na – door blessureleed ontbrak hij gedurende een groot gedeelte van het seizoen. Seizoen 2018/19 was zijn laatste seizoen bij Milan, dat voor Montolivo frustrerend verliep. In november 2019 maakte hij bekend te stoppen als professioneel voetballer.

## Clubstatistieken
| Seizoen | Club             | Competitie | Duels | Goals |
| ------- | ---------------- | ---------- | ----- | ----- |
| 2003/04 | Atalanta Bergamo | Serie B    | 41    | 4     |
| 2004/05 | Atalanta Bergamo | Serie A    | 32    | 3     |
| 2005/06 | Fiorentina       | Serie A    | 20    | 1     |
| 2006/07 | Fiorentina       | Serie A    | 36    | 2     |
| 2007/08 | Fiorentina       | Serie A    | 34    | 2     |
| 2008/09 | Fiorentina       | Serie A    | 34    | 4     |
| 2009/10 | Fiorentina       | Serie A    | 36    | 2     |
| 2010/11 | Fiorentina       | Serie A    | 29    | 2     |
| 2011/12 | Fiorentina       | Serie A    | 30    | 4     |
| 2012/13 | AC Milan         | Serie A    | 32    | 4     |
| 2013/14 | AC Milan         | Serie A    | 29    | 3     |
| 2014/15 | AC Milan         | Serie A    | 10    | 0     |
| 2015/16 | AC Milan         | Serie A    | 31    | 0     |
| 2016/17 | AC Milan         | Serie A    | 9     | 0     |
| 2017/18 | AC Milan         | Serie A    | 2     | 1     |

Bijgewerkt tot en met 10 september 2017

## Interlandcarrière
Olympische Spelen
Montolivo was in 2008 actief op de Olympische Spelen in Beijing, waar Italië in de kwartfinale strandde tegen België. Hij speelde de drie groepswedstrijden tegen Honduras (3–0 winst), Zuid-Korea (3–0 winst) en Kameroen (0–0) en de kwartfinale van begin tot eind mee. Hij scoorde tegen Zuid-Korea in de 90ste minuut de 3–0.
Italië
Montolivo maakte op 17 oktober 2007 zijn debuut in het Italiaans voetbalelftal in een met 2–0 gewonnen vriendschappelijke interland tegen Zuid-Afrika. Bondscoach Roberto Donadoni nam hem niet mee naar het EK 2008, maar diens opvolger Marcello Lippi riep hem wel op voor de Confederations Cup 2009 en voor het WK 2010. Montolivo werd door de nieuwe bondscoach, Cesare Prandelli, ook opgenomen in de selectie voor het EK 2012 in Polen en Oekraïne, waar de ploeg de finale bereikte. Daarin verloor La Squadra Azzurra met 4–0 van titelverdediger Spanje. Montolivo behoorde ook tot de voorselectie van het Italiaans elftal voor het wereldkampioenschap voetbal 2014 in Brazilië, maar tijdens een oefenwedstrijd tegen Ierland brak hij twee weken voor het toernooi zijn scheenbeen. Bondscoach Prandelli kon hem daardoor niet selecteren. In mei 2016 werd hij opgenomen in de selectie voor het Europees kampioenschap voetbal 2016 in Frankrijk. Montolivo herstelde echter niet op tijd van een blessure en behoorde daarom niet tot de definitieve selectie, die werd bekendgemaakt op 31 mei 2016.

## Persoonlijk
Naast de Italiaanse nationaliteit bezit Montolivo de Duitse nationaliteit, doordat zijn moeder uit Kiel komt. Hij heeft publiekelijk uitgesproken dat hij atheïst is.